# Memrise
Memrise — это учебная платформа, создаваемая пользователями, которая использует карточки в качестве инструмента обучения. Она специализируется на изучении языка, но также предлагает разнообразный контент из других областей.
В Memrise есть более 150 языковых курсов на 25 языках. У приложения более 20 миллионов зарегистрированных пользователей. С конца 2016 года Memrise монетизировали.
В 2017 году приложение получило Google Play Awards в номинации Best App.

## Происхождение и развитие
Memrise основана Эдом Куком, Великим Магистром памяти, и Грегом Детре, нейробиологом из Принстонского университета, специализирующемся на изучении человеческой памяти. Сайт был запущен в закрытой бета-версии после победы на соревнованиях TigerLaunch Принстонского предпринимательского клуба в 2009 году. На 1 октября 2012 года вход в систему был открыт для 100 пользователей для тестирования бета-версии сайта под названием Memrise 1.0.
С мая 2013 года приложение Memrise стало доступно для скачивания в App Store (для iOS) и Google Play.

## Интервальные повторения
Memrise для изучения языков использует принцип игры, как и его конкурент Duolingo. Для ускорения изучения используется технология интервальных повторений.